# Hať

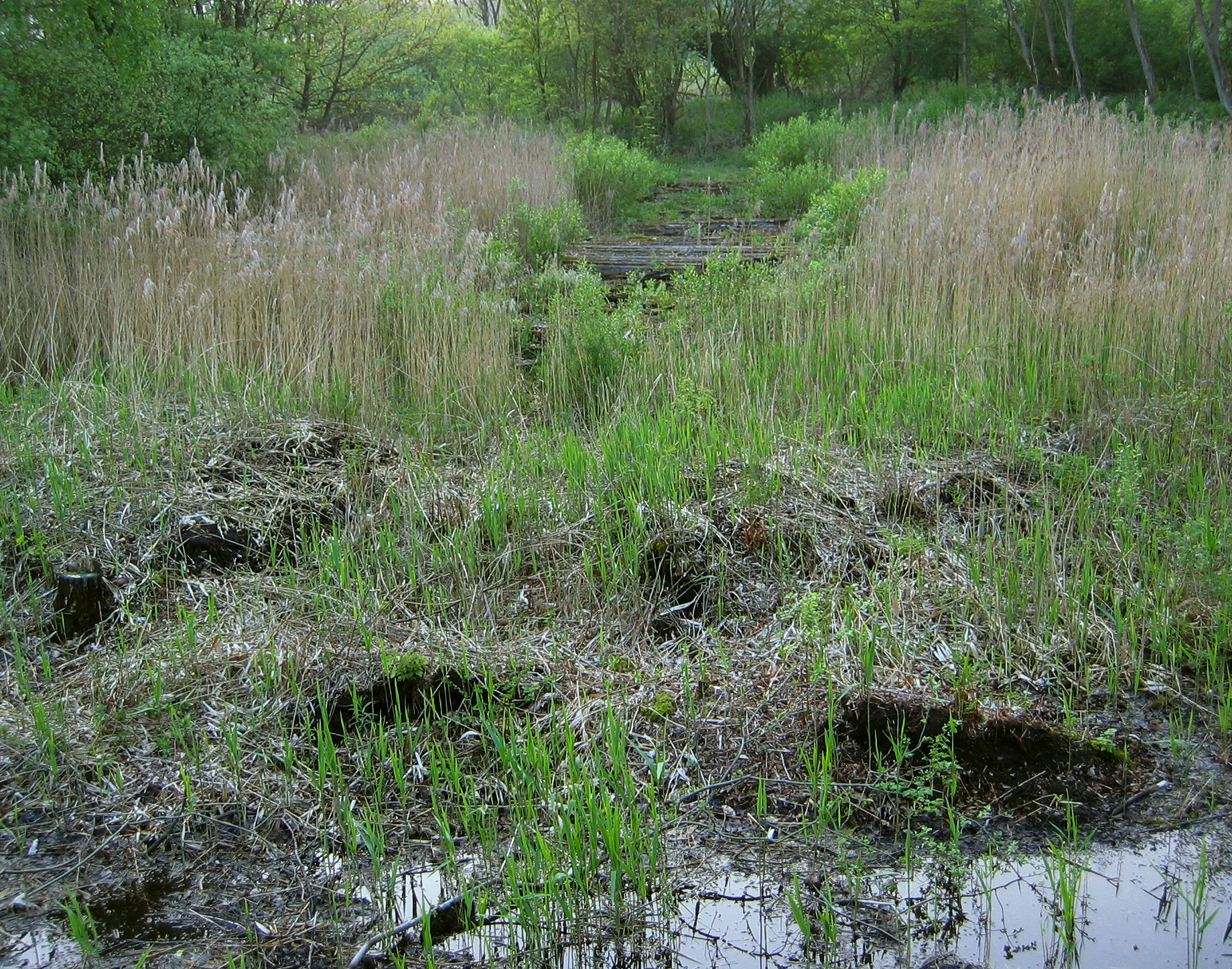
Hať v močálu.

Hať je název pro svazek slámy nebo větví, ze kterých se vytvářely chodníky v bažinatých územích, například na obchodních stezkách. Hatě, (zvané ovšem fašiny[zdroj?]) měly uplatnění i ve vojenství jako materiál pro zpevňování zemních násypů u zákopů.
Podle hatí se dnes nazývá několik obcí, například Hať na Opavsku, hraniční přechod Hatě na Znojemsku či osada Velká Černá Hať na severním Plzeňsku.